# Leamington (Utah)
Leamington és una població dels Estats Units a l'estat de Utah. Segons el cens del 2000 tenia 217 habitants.

## Demografia
Segons el cens del 2000, Leamington tenia 217 habitants, 64 habitatges, i 51 famílies. La densitat de població era de 53,4 habitants per km².
Dels 64 habitatges en un 53,1% hi vivien nens de menys de 18 anys, en un 73,4% hi vivien parelles casades, en un 6,3% dones solteres, i en un 20,3% no eren unitats familiars. En el 20,3% dels habitatges hi vivien persones soles el 9,4% de les quals corresponia a persones de 65 anys o més que vivien soles. El nombre mitjà de persones vivint en cada habitatge era de 3,39 i el nombre mitjà de persones que vivien en cada família era de 3,98.
Per edats la població es repartia de la següent manera: un 41,5% tenia menys de 18 anys, un 6,9% entre 18 i 24, un 19,4% entre 25 i 44, un 23,5% de 45 a 60 i un 8,8% 65 anys o més.
L'edat mediana era de 26 anys. Per cada 100 dones de 18 o més anys hi havia 98,4 homes.
La renda mediana per habitatge era de 43.125 $ i la renda mediana per família de 52.083 $. Els homes tenien una renda mediana de 38.750 $ mentre que les dones 23.125 $. La renda per capita de la població era de 13.549 $. Entorn del 7,8% de les famílies i el 16,6% de la població estaven per davall del llindar de pobresa.

## Poblacions més properes
El següent diagrama mostra les poblacions més properes.